# David Pearce
David Pearce, född 1959, är en brittisk filosof. Han förespråkar tanken att det finns en stark etisk nödvändighet för människor att arbeta för ett avskaffande av lidande i allt kännande liv. Hans manifest "The Hedonistic Imperative" beskriver hur teknologier som genteknik, nanoteknik, farmakologi och neurokirurgi skulle kunna konvergera för att eliminera alla former av obehagliga upplevelser bland mänskliga och icke-mänskliga djur, som ersätter lidande med gradienter av välmående, ett projekt han kallar "paradise engineering". Pearce är både transhumanist och vegan samt tror att vi (eller framtida utvecklingar av människor) har ett ansvar inte bara för att undvika djurplågeri inom det mänskliga samhället men också för att omforma det globala ekosystemet så att djuren inte lider i det vilda. Pearce grundade Humanity+, då känt som World Transhumanist Association, och är en förgrundsfigur i transhumanismrörelsen.